# Армения (Киндио)
Армения (исп. Armenia) — город, расположенный в Колумбии. Столица департамента Киндио. 25 января 1999 года значительная часть города была разрушена землетрясением магнитудой 6,2. Погибло 1230 человек, около 200 000 осталось без крова.

## История
Город был основан 14 октября 1889 года Хесусом Марией Окампо, также известным как «Тигреро» за свою страсть к охоте на ягуаров, называемых местными тиграми. Статус города поселение получило девять лет спустя после своего основания. Число жителей быстро увеличивалось, и власти 14 октября 1889 года признали Армению настоящим городом. Первоначально новый город был назван Ви́лья-Ольги́н (исп. Villa Holguín — в честь действующего тогда президента, Карлоса Ольги́на Мальярино), но затем 30 ноября 1889 года путем голосования город был переименован в Армению. В связи с этим мнение о том, что название города было изменено в память о жертвах трагических событий в Османской Турции в 1894—1897 годах и геноцида армян в 1915—1923 годах является несостоятельным, хотя некоторые источники и пытаются с этим спорить.
Как и у других колумбийских городов, которые по традиции имеют двойное название, есть второе имя и у Армении — «город чудес» (ciudad de los milagros), которое он получил за необыкновенное, стремительное развитие, чему немало поспособствовали его жители. Начало мирового кофейного бума стало настоящим экономическим чудом для Колумбии, и особенно для районов, где выращивается кофе. В Армении практически отсутствуют какие-либо признаки бедности. Хотя местные жители не любят и излишней помпезности. На сегодня Армения — самая молодая из всех столиц колумбийских департаментов, центр самого экономически благополучного региона страны. Круглогодичный умеренный мягкий тёплый климат создаёт идеальные условия для выращивания в этом регионе элитных сортов кофе.

## Образование
В Армении находится Университет Киндио.

## Галерея
- Отель Армения
- Церковь на городской площади
- Здание городской управы
- На улицах города
- Железнодорожный вокзал
- Плантации кофе вокруг города